# Клинтон, Мэри
Мэ́ри Фрэ́нсис Кли́нтон (в замужестве — Ди́кинс) (англ. Mary Frances Clinton (Deakins), род. 8 мая 1960, Дарфилд) — новозеландская хоккеистка (хоккей на траве), полевой игрок. Участница летних Олимпийских игр 1984 и 1992 годов.

## Биография
Мэри Клинтон родилась 8 мая 1960 года в новозеландском городе Дарфилд.
В 1984 году вошла в состав женской сборной Новой Зеландии по хоккею на траве на летних Олимпийских играх в Лос-Анджелесе, занявшей 6-е место. Играла в поле, провела 5 матчей, забила 1 мяч в ворота сборной Канады.
В 1990 году участвовала в чемпионате мира в Сиднее, где сборная Новой Зеландии заняла 7-е место.
В 1992 году вошла в состав женской сборной Новой Зеландии по хоккею на траве на летних Олимпийских играх в Барселоне, занявшей 8-е место. Играла в поле, провела 5 матчей, забила 2 мяча (по одному в ворота сборных Великобритании и Австралии).